# Chiêm Cẩm Vĩ
Chiêm Cẩm Vĩ (Chan Chin-wei; tiếng Trung: 詹謹瑋, sinh ngày 8 tháng 1 năm 1985) là một vận động viên quần vợt người Đài Loan.
Cẩm Vĩ từng một lần vô địch nội dung đôi WTA, cùng sáu chức vô địch đơn và 49 vô địch đôi tại ITF Women's Circuit. Cô đạt hạng 152 đơn nữ thế giới vào 2 tháng 10 năm 2006. Vào ngày 3 tháng 8 năm 2015, cô đạt hạng 74 đôi nữ.

## Sự nghiệp
Cẩm Vĩ bắt đầu chơi quần vợt từ năm 10 tuổi. Vào năm 2002, cô được gọi vào đội tuyển Fed Cup Đài Loan.

### 2013
Cẩm Vĩ giành chức vô địch đôi nữ tại KDB Korea Open ở Seoul, danh hiệu đôi WTA Tour đầu tiên. Cô giành chức vô địch tại ba giải ITF 25K (ở Changwon, Hỗ Trợ và Tsukuba).

### 2014
Vào tháng 9, Cẩm Vĩ giành chức vô địch đôi tại Suzhou Ladies Open, danh hiệu vô địch đôi đầu tiên tại WTA 125K series. Cẩm Vĩ cũng vô địch hai giải giải 50K (ở Tuyền Châu và Seoul).

## Chung kết WTA

### Đôi: 3 (1–2)
| Chú giải                            |
| ----------------------------------- |
| Grand Slam (0–0)                    |
| Tour Championship (0–0)             |
| Premier Mandatory & Premier 5 (0–0) |
| Premier (0–0)                       |
| International (1–2)                 |

| Theo mặt sân  |
| ------------- |
| Cứng (1–2)    |
| Cỏ (0–0)      |
| Đất nện (0–0) |
| Thảm (0–0)    |

| Kết quả | STT | Ngày                | Giải                   | Mặt sân | Đồng đội          | Đối thủ                                        | Tỉ số            |
| ------- | --- | ------------------- | ---------------------- | ------- | ----------------- | ---------------------------------------------- | ---------------- |
| Á quân  | 1.  | 5 tháng 8 năm 2007  | Stockholm, Thụy Điển   | Cứng    | Tetiana Luzhanska | Anabel Medina Garrigues Virginia Ruano Pascual | 1–6, 5–7, [6–10] |
| Á quân  | 2.  | 24 tháng 9 năm 2011 | Quảng Châu, Trung Quốc | Cứng    | Han Xinyun        | Tạ Thục Vi Trịnh Trại Trại                     | 2–6, 1–6         |
| Vô địch | 1.  | 22 tháng 9 năm 2013 | Seoul, Hàn Quốc        | Cứng    | Xu Yifan          | Raquel Kops-Jones Abigail Spears               | 7–5, 6–3         |

## Chung kết WTA 125

### Đôi: 4 (1 vô địch, 3 á quân)
| Kết quả | STT | Ngày                | Giải                  | Mặt sân | Đồng đội         | Đối thủ                           | Tỉ số            |
| ------- | --- | ------------------- | --------------------- | ------- | ---------------- | --------------------------------- | ---------------- |
| Á quân  | 1.  | 27 tháng 7 năm 2014 | Nam Xương, Trung Quốc | Cứng    | Xu Yifan         | Namigata Junri Chuang Chia-jung   | 6–7(4–7), 3–6    |
| Vô địch | 1.  | 6 tháng 9 năm 2014  | Tô Châu, Trung Quốc   | Cứng    | Chuang Chia-jung | Eguchi Misa Hozumi Eri            | 6–1, 3–6, [10–7] |
| Á quân  | 2.  | 27 tháng 7 năm 2015 | Nam Xương, Trung Quốc | Cứng    | Wang Yafan       | Trương Khải Trinh Trịnh Trại Trại | 3–6, 6–4, [3–10] |
| Á quân  | 3.  | 7 tháng 9 năm 2015  | Đại Liên, Trung Quốc  | Cứng    | Darija Jurak     | Trương Khải Lâm Trịnh Trại Trại   | 3–6, 4–6         |

## ITF
| Giải $100K |
| Giải $75K  |
| Giải $50K  |
| Giải $25K  |
| Giải $15K  |
| Giải $10K  |

### Đơn: 18 (6–12)
| Kết quả | STT | Ngày                 | Giải                   | Mặt sân  | Đối thủ              | Tỉ số                   |
| ------- | --- | -------------------- | ---------------------- | -------- | -------------------- | ----------------------- |
| Á quân  | 1.  | 23 tháng 3 năm 2003  | Yarrawonga, Úc         | Cỏ       | Monique Adamczak     | 3–6, 6–7(4–7)           |
| Vô địch | 1.  | 22 tháng 11 năm 2003 | Đài Nam, Đài Loan      | Đất nện  | Hsu Wen-hsin         | 5–7, 6–4, 6–4           |
| Á quân  | 2.  | 12 tháng 4 năm 2004  | Yamaguchi, Nhật Bản    | Đất nện  | Kim So-jung          | 6–7(7–9), 2–6           |
| Á quân  | 3.  | 20 tháng 4 năm 2004  | Hamanako, Nhật Bản     | Thảm     | Tiffany Dabek        | 2–6, 3–6                |
| Vô địch | 2.  | 9 tháng 4 năm 2005   | Mumbai, Ấn Độ          | Cứng     | Montinee Tangphong   | 6–2, 6–3                |
| Vô địch | 3.  | 16 tháng 4 năm 2005  | Mumbai, Ấn Độ          | Cứng     | Rushmi Chakravarthi  | 6–4, 6–2                |
| Vô địch | 4.  | 12 tháng 6 năm 2006  | Incheon, Hàn Quốc      | Cứng     | Hwang I-hsuan        | 6–1, 6–4                |
| Á quân  | 4.  | 7 tháng 5 năm 2007   | Gimcheon, Hàn Quốc     | Cứng     | Tạ Thục Vi           | 2–6, 4–6                |
| Á quân  | 5.  | 20 tháng 5 năm 2007  | Changwon, Hàn Quốc     | Cứng     | Regina Kulikova      | 3–6, 6–4, 2–6           |
| Á quân  | 6.  | 16 tháng 7 năm 2007  | Roma, Ý                | Đất nện  | Mervana Jugić-Salkić | 3–6, 4–6                |
| Á quân  | 7.  | 22 tháng 6 năm 2008  | Houston, Hoa Kỳ        | Cứng (i) | Kristie Ahn          | 6–7(7–9), 6–0, 6–7(2–7) |
| Á quân  | 8.  | 6 tháng 7 năm 2008   | Boston, Hoa Kỳ         | Cứng     | Anna Tatishvili      | 6–2, 1–6, 3–6           |
| Á quân  | 9.  | 13 tháng 6 năm 2011  | Đài Bắc, Đài Loan      | Cứng     | Chieh-yu Hsu         | 1–6, 4–6                |
| Á quân  | 10. | 4 tháng 9 năm 2011   | Tsukuba, Nhật Bản      | Cứng     | Aiko Nakamura        | 3–6, 6–2, 3–6           |
| Á quân  | 11. | 10 tháng 6 năm 2012  | Đài Bắc, Đài Loan      | Cứng     | Nungnadda Wannasuk   | 4–6, 6–7(3–7)           |
| Vô địch | 5.  | 1 tháng 7 năm 2012   | Incheon, Hàn Quốc      | Cứng     | Trương Linh          | 3–6, 6–2, 6–1           |
| Á quân  | 12. | 24 tháng 6 năm 2013  | Hỗ Trợ, Trung Quốc     | Cứng     | Barbara Bonić        | 2–6, 4–6                |
| Vô địch | 6.  | 24 tháng 3 năm 2014  | Thâm Quyến, Trung Quốc | Cứng     | Liu Fangzhou         | 2–6, 6–3, 6–3           |

### Đôi: 81 (49–32)
| $100K |
| $75K  |
| $50K  |
| $25K  |
| $15K  |
| $10K  |

| Kết quả | STT | Ngày                 | Giải                        | Mặt sân  | Đồng đội            | Đối thủ                                      | Tỉ số                   |
| ------- | --- | -------------------- | --------------------------- | -------- | ------------------- | -------------------------------------------- | ----------------------- |
| Vô địch | 1.  | 5 tháng 8 năm 2001   | Băng Cốc, Thái Lan          | Cứng     | Tạ Thục Vi          | Chae Kyung-yee Kim Jin-hee                   | 6-1, 6-3                |
| Vô địch | 2.  | 3 tháng 2 năm 2002   | Wellington, New Zealand     | Cứng     | Chuang Chia-jung    | Nicole Kriz Sarah Stone                      | 4-6, 7-6(7-3), 6-2      |
| Vô địch | 3.  | 21 tháng 4 năm 2002  | Gunma, Nhật Bản             | Thảm     | Tạ Thục Vi          | Kumiko Iijima Mari Inoue                     | 6-0, 6-1                |
| Á quân  | 1.  | 21 tháng 4 năm 2002  | Seoul, Hàn Quốc             | Cứng     | Tạ Thục Vi          | Choi Jin-young Kim Mi-ok                     | 2-6, 6-7(4-7)           |
| Á quân  | 2.  | 26 tháng 5 năm 2002  | Thiên Tân, Trung Quốc       | Cứng (i) | Chuang Chia-jung    | Yan Zi Trịnh Khiết                           | 0-6, 4-6                |
| Vô địch | 4.  | 2 tháng 6 năm 2002   | Thiên Tân, Trung Quốc       | Cứng (i) | Tong Ka-po          | Choi Jin-young Choi Young-ja                 | 6-3, 3-6, 6-1           |
| Á quân  | 3.  | 15 tháng 6 năm 2003  | Seoul, Hàn Quốc             | Cứng     | Chuang Chia-jung    | Choi Jin-young Kim Mi-ok                     | 2-6, 6-4, 5-7           |
| Vô địch | 5.  | 10 tháng 8 năm 2003  | Nonthaburi, Thái Lan        | Cứng     | Chuang Chia-jung    | Kim Jin-hee Ryoko Takemura                   | 6-2, 7-5                |
| Vô địch | 6.  | 17 tháng 8 năm 2003  | Nakhon Ratchasima, Thái Lan | Cứng     | Chuang Chia-jung    | Dong Yanhua Zhang Yao                        | 6-4, 6-1                |
| Vô địch | 7.  | 22 tháng 11 năm 2003 | Đài Nam, Đài Loan           | Đất nện  | Chuang Chia-jung    | Satomi Kinjo Wang I-ting                     | 6-3, 6-1                |
| Á quân  | 4.  | 20 tháng 4 năm 2004  | Hamanako, Nhật Bản          | Thảm     | Chen Yi             | Kim Hea-mi Keiko Taguchi                     | 1–6, 1–6                |
| Vô địch | 8.  | 21 tháng 6 năm 2004  | Incheon, Hàn Quốc           | Cứng     | Tạ Thục Vi          | Choi Jin-young Kim Mi-ok                     | 6-2, 6-0                |
| Á quân  | 5.  | 5 tháng 7 năm 2004   | Seoul, Hàn Quốc             | Cứng     | Chen Yi             | Kim Mi-ok Lee Jin-a                          | 4–6, 4–6                |
| Vô địch | 9.  | 19 tháng 10 năm 2004 | Haibara, Nhật Bản           | Thảm     | Chiêm Vịnh Nhiên    | Chuang Chia-jung Tạ Thục Vi                  | 7-6(7-5), 4-6, 7-6(7-3) |
| Vô địch | 10. | 22 tháng 11 năm 2004 | Mount Gambier, Úc           | Cứng     | Chiêm Vịnh Nhiên    | Ryōko Fuda Tạ Thục Vi                        | 6-3, 5-7, 7-5           |
| Vô địch | 11. | 9 tháng 4 năm 2005   | Mumbai, Ấn Độ               | Cứng     | Julia Efremova      | Sanaa Bhambri Mihaela Buzărnescu             | 6-2, 6-1                |
| Á quân  | 6.  | 16 tháng 5 năm 2005  | Changwon, Hàn Quốc          | Cứng     | Tạ Thục Vi          | Chuang Chia-jung Seiko Okamoto               | 2-6, 5-7                |
| Vô địch | 12. | 31 tháng 5 năm 2005  | Gunma, Nhật Bản             | Cứng     | Tạ Thục Vi          | Ayami Takase Mayumi Yamamoto                 | 6-2, 1-1 ret.           |
| Vô địch | 13. | 6 tháng 6 năm 2005   | Seoul, Hàn Quốc             | Cứng     | Tạ Thục Vi          | Maki Arai Lee Eun-jeong                      | 6-2, 6-1                |
| Vô địch | 14. | 13 tháng 6 năm 2005  | Incheon, Hàn Quốc           | Cứng     | Tạ Thục Vi          | Choi Jin-young Lee Ye-ra                     | 6-2, 7-6(7-4)           |
| Vô địch | 15. | 19 tháng 7 năm 2005  | Kurume, Nhật Bản            | Thảm     | Tạ Thục Vi          | Ayumi Morita Erika Sema                      | 6-4, 6-3                |
| Á quân  | 7.  | 13 tháng 11 năm 2005 | Thâm Quyến, Trung Quốc      | Cứng     | Hsu Wen-hsin        | Tạ Thục Vi Yan Zi                            | 0–6, 2–6                |
| Vô địch | 16. | 29 tháng 11 năm 2005 | Palm Beach Gardens, Hoa Kỳ  | Đất nện  | Tạ Thục Vi          | Olga Vymetálková Kateřina Böhmová            | 7-6(7-2), 7-5           |
| Á quân  | 8.  | 15 tháng 1 năm 2006  | Tampa, Florida, Hoa Kỳ      | Cứng     | Hsu Wen-hsin        | Chanelle Scheepers Aleke Tsoubanos           | 6–3, 6–7(4-7), 3–6      |
| Vô địch | 17. | 29 tháng 1 năm 2006  | Waikoloa, Hoa Kỳ            | Cứng     | Marie-Ève Pelletier | Julie Ditty Lilia Osterloh                   | 7–5, 4–6, 6–2           |
| Vô địch | 18. | 2 tháng 4 năm 2006   | Hammond, Hoa Kỳ             | Cứng     | Tetiana Luzhanska   | Akgul Amanmuradova Romana Tedjakusuma        | 6-1, 6-3                |
| Vô địch | 19. | 2 tháng 5 năm 2006   | Gifu, Nhật Bản              | Thảm     | Tạ Thục Vi          | Chiêm Vịnh Nhiên Chuang Chia-jung            | 7-6(7-5), 3-6, 7-5      |
| Á quân  | 9.  | 30 tháng 5 năm 2006  | Thiên Tân, Trung Quốc       | Cứng     | Chen Yi             | Ji Chunmei Sun Shengnan                      | 6–3, 6–7(7–9), 1–6      |
| Á quân  | 10. | 9 tháng 7 năm 2006   | College Park, Hoa Kỳ        | Cứng     | Natalie Grandin     | Lindsay Nelson Anne Yelsey                   | 1–6, 3–6                |
| Vô địch | 20. | 25 tháng 7 năm 2006  | Lexington, Hoa Kỳ           | Cứng     | Abigail Spears      | Akgul Amanmuradova Varvara Lepchenko         | 6-1, 6-1                |
| Vô địch | 21. | 6 tháng 8 năm 2006   | Washington, D.C., Hoa Kỳ    | Cứng     | Tetiana Luzhanska   | Akgul Amanmuradova Varvara Lepchenko         | 6-2, 1-6, 6-0           |
| Á quân  | 11. | 14 tháng 11 năm 2006 | Cao Hùng, Đài Loan          | Cứng     | Tạ Thục Vi          | Chiêm Vịnh Nhiên Chuang Chia-jung            | 6-7(1-7), 1-6           |
| Á quân  | 12. | 13 tháng 3 năm 2007  | Orange, Hoa Kỳ              | Cứng     | Tetiana Luzhanska   | Jorgelina Cravero Tạ Thục Vi                 | 3-6, 1-6                |
| Vô địch | 22. | 20 tháng 3 năm 2007  | Redding, Hoa Kỳ             | Cứng     | Julie Ditty         | Jorgelina Cravero Tạ Thục Vi                 | 6-3, 6-2                |
| Vô địch | 23. | 1 tháng 4 năm 2007   | Hammond, Hoa Kỳ             | Cứng     | Tetiana Luzhanska   | Teodora Mirčić Marie-Ève Pelletier           | 6-1, 7-6(7-3)           |
| Vô địch | 24. | 7 tháng 5 năm 2007   | Gimcheon, Hàn Quốc          | Cứng     | Tạ Thục Vi          | Tetiana Luzhanska Romana Tedjakusuma         | 7-5, 6-4                |
| Vô địch | 25. | 20 tháng 5 năm 2007  | Changwon, Hàn Quốc          | Cứng     | Kao Shao-yuan       | Romana Tedjakusuma Napaporn Tongsalee        | 6-4, 6-4                |
| Á quân  | 13. | 8 tháng 6 năm 2007   | Trường Sa, Trung Quốc       | Cứng     | Kumiko Iijima       | Lei Huang Xu Yifan                           | 3-6, 4-6                |
| Vô địch | 26. | 16 tháng 7 năm 2007  | Roma, Ý                     | Đất nện  | Tetiana Luzhanska   | Irina Buryachok Patricia Mayr-Achleitner     | 7-6(9-7), 6-4           |
| Á quân  | 14. | 18 tháng 2 năm 2008  | Clearwater, Florida, Hoa Kỳ | Cứng     | Seiko Okamoto       | Anna Fitzpatrick Ana Veselinović             | 2-6, 6-3, [6-10]        |
| Á quân  | 15. | 3 tháng 3 năm 2008   | Las Vegas, Nevada, Hoa Kỳ   | Cứng     | Tetiana Luzhanska   | Melinda Czink Renata Voráčová                | 3-6, 2-6                |
| Á quân  | 16. | 17 tháng 3 năm 2008  | Redding, Hoa Kỳ             | Cứng     | Tetiana Luzhanska   | Angela Haynes Abigail Spears                 | 4-6, 3-6                |
| Vô địch | 27. | 27 tháng 4 năm 2008  | Incheon, Hàn Quốc           | Cứng     | Jarmila Wolfe       | Chang Kyung-mi Lee Jin-a                     | 1-6, 6-1, [10-5]        |
| Vô địch | 28. | 4 tháng 5 năm 2008   | Gimcheon, Hàn Quốc          | Cứng     | Jarmila Wolfe       | Cho Yoon-jeong Kim Jin-hee                   | 6–2, 6–0                |
| Vô địch | 29. | 6 tháng 7 năm 2008   | Boston, Hoa Kỳ              | Cứng     | Natalie Grandin     | Yulia Fedossova Varvara Lepchenko            | 6–4, 6–3                |
| Á quân  | 17. | 13 tháng 7 năm 2008  | Allentown, Hoa Kỳ           | Cứng     | Natalie Grandin     | Carly Gullickson Nicole Kriz                 | 2–6, 3–6                |
| Vô địch | 30. | 27 tháng 7 năm 2008  | Lexington, Hoa Kỳ           | Cứng     | Kimberly Couts      | Lindsay Lee-Waters Melanie Oudin             | 2-6, 6-3, [10-8]        |
| Vô địch | 31. | 6 tháng 9 năm 2008   | Tsukuba, Nhật Bản           | Cứng     | Hwang I-hsuan       | Maki Arai Yurika Sema                        | 6-0, 6-4                |
| Vô địch | 32. | 8 tháng 9 năm 2008   | Noto, Nhật Bản              | Thảm     | Chen Yi             | Tomoko Dokei Yuko Kurata                     | 6–3, 6–2                |
| Á quân  | 18. | 27 tháng 10 năm 2008 | Tokyo, Nhật Bản             | Cứng     | Chen Yi             | Kimiko Date-Krumm Rika Fujiwara              | 5–7, 3–6                |
| Á quân  | 19. | 23 tháng 3 năm 2009  | Hammond, Hoa Kỳ             | Cứng     | Tetiana Luzhanska   | Surina De Beer Lilia Osterloh                | 4-6, 3-6                |
| Vô địch | 33. | 21 tháng 8 năm 2009  | Bình Quả, Trung Quốc        | Cứng     | Hwang I-hsuan       | Lu Jingjing Sun Shengnan                     | 3–6, 7–5, [10–7]        |
| Vô địch | 34. | 15 tháng 1 năm 2010  | Bình Quả, Trung Quốc        | Cứng     | Xu Yifan            | Ji Chunmei Liu Wanting                       | 6–3, 6–1                |
| Á quân  | 20. | 3 tháng 4 năm 2010   | Pelham, Hoa Kỳ              | Đất nện  | Nicole Kriz         | Mallory Cecil Jamie Hampton                  | 4–6, 3–6                |
| Á quân  | 21. | 30 tháng 8 năm 2010  | Tsukuba, Nhật Bản           | Cứng     | Chen Yi             | Kumiko Iijima Akiko Yonemura                 | 6–4, 6–7, 4–6           |
| Vô địch | 35. | 27 tháng 9 năm 2010  | Ninh Ba, Trung Quốc         | Cứng     | Chen Yi             | Jill Craybas Olga Savchuk                    | 6–3, 3–6, 6–4           |
| Vô địch | 36. | 10 tháng 6 năm 2011  | Đài Bắc, Đài Loan           | Cứng     | Kao Shao-yuan       | Tsao Fang-chi Yang Chia-hsien                | 6–3, 6–2                |
| Vô địch | 37. | 17 tháng 6 năm 2011  | Đài Bắc, Đài Loan           | Cứng     | Kao Shao-yuan       | Hsieh Shu-ying Juan Ting-fei                 | 6–1, 7–5                |
| Vô địch | 38. | 4 tháng 9 năm 2011   | Tsukuba, Nhật Bản           | Cứng     | Hsu Wen-hsi         | Kim So-jung Erika Takao                      | 6–1, 6–1                |
| Á quân  | 22. | 12 tháng 9 năm 2011  | Ningbo, Trung Quốc          | Cứng     | Han Xinyun          | Tetiana Luzhanska Trịnh Trại Trại            | 6–4, 5–7, [4-10]        |
| Vô địch | 39. | 8 tháng 10 năm 2011  | Kōfu, Nhật Bản              | Cứng     | Hsu Wen-hsin        | Remi Tezuka Akiko Yonemura                   | 6–3, 6–4                |
| Á quân  | 23. | 24 tháng 3 năm 2012  | Phuket, Thái Lan            | Cứng     | Trịnh Trại Trại     | Natela Dzalamidze Marta Sirotkina            | 4–6, 1–6                |
| Á quân  | 24. | 6 tháng 5 năm 2012   | Gifu, Nhật Bản              | Cứng     | Hsu Wen-hsin        | Jessica Pegula Trịnh Trại Trại               | 4–6, 6–3, [4–10]        |
| Á quân  | 25. | 30 tháng 7 năm 2012  | Bắc Kinh, Trung Quốc        | Cứng     | Han Xinyun          | Liu Wanting Sun Shengnan                     | 7-5, 0-6, [7-10]        |
| Vô địch | 40. | 27 tháng 10 năm 2012 | Đài Bắc, Đài Loan           | Cứng     | Caroline Garcia     | Kao Shao-yuan Lee Hua-chen                   | 4–6, 6–4, [10–6]        |
| Á quân  | 26. | 29 tháng 4 năm 2013  | Seoul, Hàn Quốc             | Cứng     | Zhang Nannan        | Liu Wanting Yang Zhaoxuan                    | 2-6, 2-6                |
| Á quân  | 27. | 12 tháng 5 năm 2013  | Seoul, Hàn Quốc             | Cứng     | Zhang Nannan        | Han Xinyun Ye Qiuyu                          | 6-7(3-7), 6-4, [4-10]   |
| Vô địch | 41. | 27 tháng 5 năm 2013  | Changwon, Hàn Quốc          | Cứng     | Liu Chang           | Kim Ju-eun Han Sung-hee                      | 6–0, 6–2                |
| Á quân  | 28. | 9 tháng 6 năm 2013   | Đài Bắc, Đài Loan           | Cứng     | Hsu Wen-hsin        | Kao Shao-yua Lee Hua-chen                    | 6–4, 3–6, [7–10]        |
| Vô địch | 42. | 24 tháng 6 năm 2013  | Hỗ Trợ, Trung Quốc          | Cứng     | Sun Shengnan        | Liu Chang Zhou Yimiao                        | 6-4, 6-3                |
| Vô địch | 43. | 1 tháng 9 năm 2013   | Tsukuba, Nhật Bản           | Cứng     | Hsu Wen-hsin        | Lee Ya-hsuan Yumi Miyazaki                   | 6–2, 6–1                |
| Vô địch | 44. | 3 tháng 3 năm 2014   | Tuyền Châu, Trung Quốc      | Cứng     | Xu Yifan            | Sun Ziyue Xu Shilin                          | 7–6(7–4), 6–1           |
| Á quân  | 29. | 17 tháng 3 năm 2014  | Thâm Quyến, Trung Quốc      | Cứng     | Liu Chang           | Han Xinyun Trương Khải Lâm                   | 3-6, 6-2, [11-13]       |
| Vô địch | 45. | 27 tháng 4 năm 2014  | Seoul, Hàn Quốc             | Cứng     | Chuang Chia-jung    | Irena Pavlovic Kristýna Plíšková             | 6–4, 6–3                |
| Vô địch | 46. | 26 tháng 5 năm 2014  | Zhengzhou, Trung Quốc       | Cứng     | Liang Chen          | Han Xinyun Trương Khải Lâm                   | 6–3, 6–3                |
| Vô địch | 47. | 18 tháng 5 năm 2015  | Seoul, Hàn Quốc             | Cứng     | Lee Ya-hsuan        | Hong Seung-yeon Kang Seo-kyung               | 6–2, 6–1                |
| Á quân  | 30. | 26 tháng 10 năm 2015 | Nam Kinh, Trung Quốc        | Cứng     | Trương Khải Lâm     | Shuko Aoyama Eri Hozumi                      | 5–7, 7–6(9–7), [7–10]   |
| Vô địch | 48. | 18 tháng 8 năm 2017  | Nonthaburi, Thái Lan        | Cứng     | Choi Ji-hee         | Varatchaya Wongteanchai Varunya Wongteanchai | 2–6, 6–1, [13–11]       |
| Vô địch | 49. | 13 tháng 10 năm 2017 | Nonthaburi, Thái Lan        | Cứng     | Liang En-shuo       | Nudnida Luangnam Varunya Wongteanchai        | 6–1, 6–4                |
| Á quân  | 31. | 29 tháng 12 năm 2017 | Hồng Kông                   | Cứng     | Lu Jiaxi            | Chen Pei-hsuan Wu Fang-hsien                 | 1–6, 0–6                |
| Á quân  | 32. | 28 tháng 7 năm 2018  | Đài Bắc, Đài Loan           | Cứng     | Kotomi Takahata     | Joanna Garland Lee Hua-chen                  | 1–6, 6–3, [1–10]        |